# Produit restreint
 (octobre 2022).
En mathématiques, le produit restreint est une construction de la théorie des groupes topologiques.
Soit {\displaystyle I} un ensemble ; {\displaystyle S} un sous-ensemble fini de {\displaystyle I}. Si {\displaystyle G_{i}} est la donnée d'un groupe localement compact pour chaque {\displaystyle i\in I}, et {\displaystyle K_{i}\subset G_{i}} un sous-groupe compact ouvert pour chaque {\displaystyle i\in I\setminus S}, alors le produit restreint
{\displaystyle \prod _{i}\nolimits 'G_{i}\,}
est le sous-ensemble du produit de {\displaystyle G_{i}} composé de tous les éléments {\displaystyle (g_{i})_{i\in I}} tel que {\displaystyle g_{i}\in K_{i}} pour tous sauf un nombre fini {\displaystyle i\in I\setminus S}.
On muni ce groupe de la topologie dont une base d'ensembles ouverts sont de la forme
{\displaystyle \prod _{i}A_{i}\,,}
où {\displaystyle A_{i}} est ouvert dans {\displaystyle G_{i}} et {\displaystyle A_{i}=K_{i}} pour tous sauf un nombre fini {\displaystyle i}.
On peut facilement montrer que le produit restreint est lui-même un groupe localement compact. L'exemple le plus connu de cette construction est celui de l'anneau adélique d'un corps global.